# Hypergrafie
Hypergrafie is een overweldigende aandrang of dwang om te schrijven. Het is geen aparte stoornis, maar kan geassocieerd worden met veranderingen in de temporale kwab bij epilepsie en manie. Bij ernstige vormen van hypergrafie is de patiënt geneigd zelfs lichaamsdelen of bijvoorbeeld de muur onder te schrijven als er geen papier voorhanden is.
Een overmatige aandrang om te lezen wordt ook wel hyperlexie genoemd en dient niet verward te worden met hypergrafie.
De neuroloog Alice Weaver Flaherty beschrijft in haar boek The Midnight Disease: The Drive to Write, Writer's Block, and the Creative Brain (2004) de relatie tussen schrijversblok en hyperlexie.